# Die Siedler von Catan: Helfer von Catan
Die Siedler von Catan: Helfer von Catan sind eine Ergänzung für das Basisspiel und die Seefahrererweiterung der Siedler von Catan von Klaus Teuber und bieten neue Möglichkeiten. Es sind 10 Karten im üblichen Skatblatt-Format und sie zeigen die Charaktere aus dem PC-Spiel Städte und Ritter.
Die Karten wurden zunächst in den Catan-News 2010 abgedruckt. Sie werden aber auch im Catan-Shop angeboten. Später wurden die Helfer auch in andere Catan-Spiele integriert – als Unterstützungskarten, Freundeskarten, Hilfe der Götter, Hohepriester oder Helden des Nordens.

## Inhalt
- 10 Helferkarten:
  - A1 – Handelsherr: Ermöglicht bis zu zwei 1:1-Tauschaktionen mit anderen Spielern
  - A2 – William: Ermöglicht beim Straßenbau einen Rohstoff als Joker einzusetzen
  - A3 – Marianne: Rohstofferhalt wenn man leer ausgeht
  - A4 – Louis: Ermöglicht das Versetzen einer endständigen Straße
  - A5 – Siegfried: Schutz vor dem Räuber bei einer 7 bzw. Erhalt eines Rohstoffes wenn man nicht betroffen ist.
  - A6 – Candamir: Ermöglicht beim Kauf einer Entwicklungskarte einen Rohstoff als Joker einzusetzen und die Karte aus den obersten 3 Karten auszusuchen
  - A – Hildegard: Ermöglicht Rohstoffklau von einem Spieler mit mehr Siegpunkten
  - A – Jean: Ermöglicht den 2:1-Tausch einer Rohstoffsorte
  - A – Räuberbraut: Ermöglicht den Räuber in die Wüste zu schicken
  - A – Vincent: Ermöglicht durch Abgabe einer Ritterkarte einen günstigeren Siedlungs- oder Stadtbau
- 2 Karten, davon eine mit Deckblatt und Seite 1 der Spielregel, die andere mit den Seiten 2 und 3 der Spielregel (in späteren Auflagen durch ein kleines Regelheftchen ersetzt)

Anmerkung: In späteren Auflagen erhielten die Karten „Handelsherrr“ und „Räuberbraut“ die Eigennamen „Nassir“ und „Lin“.

## Beschreibung
Wenn ein Spieler in der Gründungsphase seine zweite Siedlung baut, nimmt er sich die oberste Karte der mit A1 bis A6 gekennzeichneten Karten, d. h. der Spieler, der als erster seine zweite Siedlung baut bekommt die Karte A1 usw. Alle nicht genommenen Karten inkl. der Karten ohne Nummer werden offen ausgelegt. Pro Zug kann ein Spieler einmal eine Helferkarte nutzen und, indem er sie entweder abgibt sich eine andere Karten nehmen, oder die Karte auf die B-Seite drehen. Eine Karte, die die B-Seite zeigt, muss nach der Nutzung abgegeben werden. Dafür erhält er eine neue Karte. Ansonsten gelten die Spielregeln des normalen Spiels bzw. der gespielten Erweiterung.

## Einsatz in anderen Catan-Spielen
| Nassir | Uhura            | Horus  |                        |                       | Jeor Mormont                   |
| William | Montgomery Scott | Ptha   |                        |                       |                                |
| Marianne | Spock            | Atum   | Heilerin Oda           |                       | Samwell Tarly                  |
| Louis | Hikaru Sulu      | Osiris | Baumeister Olaf 3      | Rosweyota Shaca-Shumi | Othel Yarwyck                  |
| Siegfried | James T. Kirk    | Isis   |                        |                       |                                |
| Candamir | Leonard McCoy    | Thot   |                        | Morganko Donta-Il     | Melisandre Ser Allisar Thorn 4 |
| Hildegard | Christine Chapel | Maat   | Ilias das Schlitzohr 5 |                       | Manke Rayder                   |
| Jean | Janice Rand      | Amun   | Händler Hakon 6        | Thorstohon Su-Ko 5    | Bowen Marsch 6                 |
| Lin | Pavel Chekov     | Bastet | Nyala, die Diplomatin  | Kurtupac Toma-Chequi  | Qhorin Halbhand                |
| Vincent | Sarek            | Hapi   |                        |                       | Yoren 7                        |
| Anmerkungen: 1 Erweiterung für Catan: Der Aufstieg der Inka (Die Karten können im Gegensatz zu den anderen Helfern nur einmal genutzt werden) 2 Die Karten wurden von verschiedenen Künstlern gezeichnet 3 Mit der Alternativ-Funktion beim Straßenbau einen Rohstoff einzusparen 4 Beim Rekrutieren von Wächtern 5 Statt eine Karte auszusuchen, muss man sie aus der verdeckten Hand ziehen 6 Statt eines mehrmaligen 2:1-Tausch erlaubt Bowen einen einmaligen 1:1-Tausch 7 Statt einer Stadt für 2 Erz und 1 Getreide bzw. einer Siedlung für 1 Lehm und 1 Holz, darf 1 Wächter kostenlos auf die Mauer gesetzt werden |                  |        |                        |                       |                                |

## Andere Helfer-Funktionen

### Legende der Seeräuber
- Gerhild, die Tapfere: 2 beliebige Rohstoffe bekommen wenn mindestens 1 Spieler mehr Siegpunkte hat
- Isa, die Schiffsbauerin: Entweder ein zweites endständiges Schiff versetzen oder beim Schiffsbau einen Rohstoff weniger zahlen
- Jerok, der Schmied: Beim Kauf einer Entwicklungskarte muss man kein Erz zahlen
- Kapitän Dever: Beim Einsatz einer Kiste, erhält man einen weiteren Rohstoff
- Lea, die Spielerin: 1× würfeln: 1 und 2 - 1 Rohstoff abgeben, 3 bis 6: 2 beliebige Rohstoffe bekommen
- Reiko, der Starke: Bei einer Sieben darf man 4 Rohstoffe mehr als erlaubt auf der Hand haben
- Suna, die Listige: Beim Räuberversetzen darf man von bis zu 2 Spielern klauen
- Wulf, der Räuberschreck: Mit einer Ritterkarte darf der Räuber zweimal versetzt und auch zweimal geklaut werden

### A Game of Thrones
- Benjen Stark: 1 Wildling von einem Lager oder einer Lichtung entfernen und durch Aufdecken eines Wildling-Plättchens einen neuen Wildling einsetzen.
- Ygritte: 1 Wildling von einer Landschaft entfernen